# HD9645
HD9645 — хімічно пекулярна зоря спектрального класу A1, що має видиму зоряну величину в смузі V приблизно  8,9.
Вона  розташована на відстані близько 601,8 світлових років від Сонця.